# Замок Святого Ангела
Замок Святого Ангела (итал. Castel Sant'Angelo, лат. Castellum Sancti Angeli) — римский архитектурный памятник, также известный как Мавзолей Адриана (лат. Mausoleum Hadriani), иногда называемый Печальный Замок, представляющий собой высокое цилиндрическое здание в парке Адриано на берегу Тибра. Донжон-усыпальница, квадратный двор с окружающей его стеной и мост через реку, украшенный скульптурами, образуют городской ансамбль. Когда-то[когда?] считался самым высоким зданием в Риме.
Первоначально строился по заказу римского императора Адриана как мавзолей, а также в качестве гробницы для других императоров, последним из которых захоронен Каракалла. Позднее римские папы использовали его как крепость от варварских набегов. Замок стал символом могущества Святого Престола и важным атрибутом папской власти. После того, как в 410 году крепость захватили вестготы, Сант-Анджело был полностью разорён. Варвары рассеяли прах императора по ветру, а всё, что могли унести, унесли. То немногое, что осталось, впоследствии было перенесено в Ватикан.
В XIV веке крепость стала замком, снаружи и внутри были проведены масштабные реконструкции[какие?]. Замок прекрасно отражал всю суть папизма эпохи Ренессанса — роскошные папские апартаменты соседствовали с тюрьмой, в которой шесть лет провёл в заточении Джордано Бруно, знаменитый итальянский учёный, философ и оккультист.
В настоящее время Сант-Анджело является архитектурным памятником — Военно-историческим музеем, одним из самых посещаемых в Италии.

## История

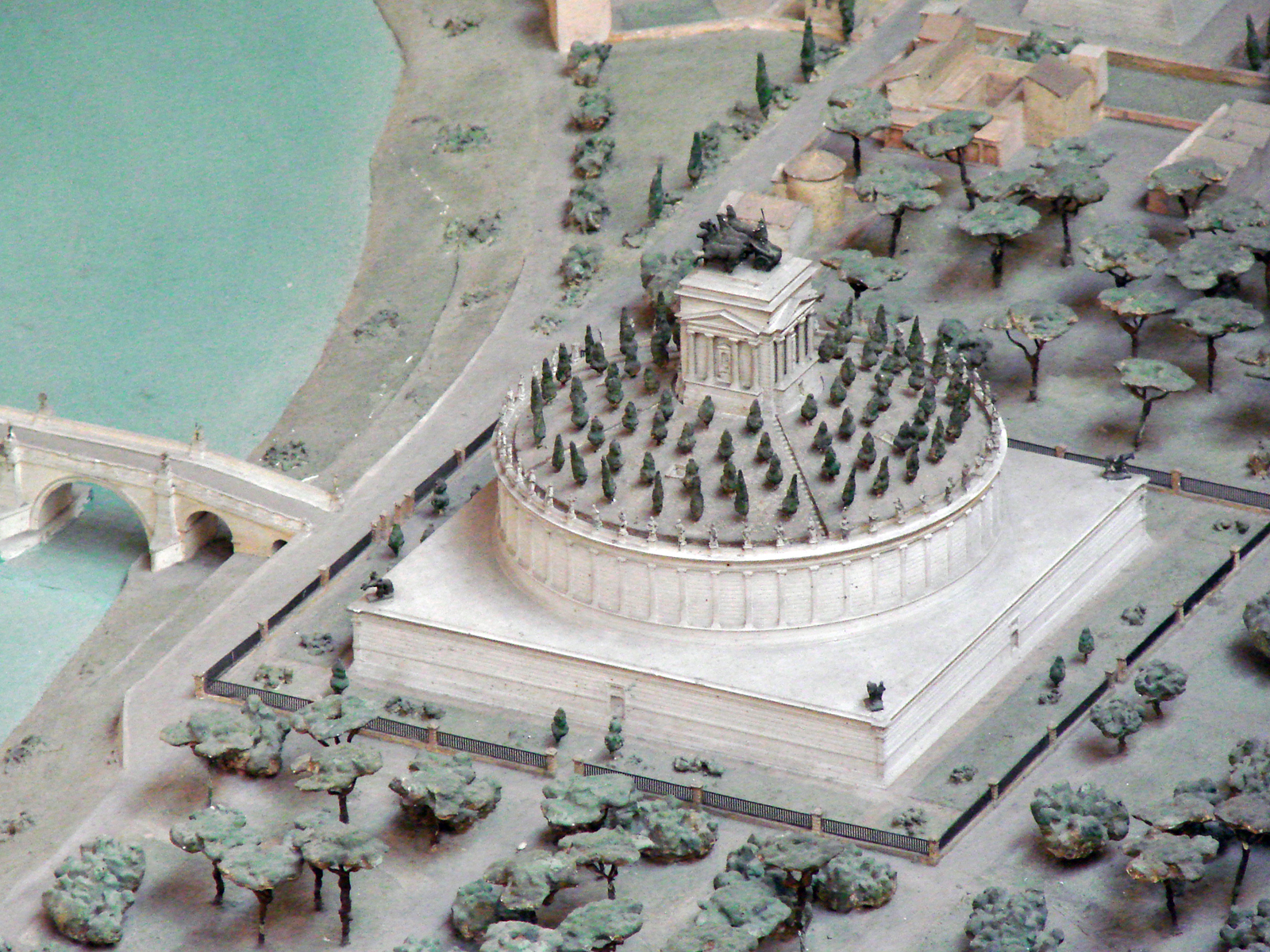
Возможный вид мавзолея Адриана в Музее римской цивилизации

Император Адриан начал строить его в 135 г. как мавзолей для себя и членов своей семьи. Завершил строительство в 139 г., после смерти Адриана, его преемник Антонин Пий. Мавзолей был подобен этрусскому тумулусу: на квадратном основании (длина стороны — 84 м) был установлен цилиндр (диаметр — 64 м, высота около 20 м), увенчанный насыпным холмом, а на его вершине скульптурная группа — император в виде Гелиоса, управляющего квадригой. В мавзолее были установлены погребальные урны императоров, начиная с Адриана и заканчивая Септимием Севером. В те времена замок выглядел совсем по-другому. Согласно хроникам[каким?], всё строение было облицовано белым мрамором, и имело отличную от сегодняшней[как?] форму. С наступлением тяжёлых времён[когда?] мавзолей укрепляли, в конечном итоге превратив его в неприступную крепость с крепостными стенами. Затем[когда?] это гигантское сооружение было включено в построенные при Аврелиане стены, окружающие город, и стало использоваться в военных и стратегических целях.
Согласно преданию, в 590 г., во время эпидемии моровой чумы, папа Григорий Великий увидел на вершине крепости архангела Михаила, который вложил меч в ножны, что означало конец бедствия, — отсюда и произошло название — замок Святого Ангела. В средние века замок был соединён с Ватиканом пассетто, укрепленным коридором. Римские папы превратили его в настоящую крепость: Климент VII в 1527 г. укрылся в замке, когда войска императора Карла V вторглись в Рим. В осаждённом замке находился в это время и принимал самое деятельное участие в отражении атак Бенвенуто Челлини, скульптор, ювелир, автор известных мемуаров. Несколькими годами позже он был заключён в замке как узник и сумел совершить невозможное — бежал из тюрьмы. За всю историю замка это единственный человек, которому это удалось.
Большой вклад в реставрацию замка, равно как и всей жилой части Ватикана, внёс папа Александр VI Борджиа. Именно при нём были созданы многие настенные и потолочные рисунки, а также обустроен дворик имени папы. В этом дворике проходили театральные представления специально для папы Борджиа и его семьи, а также часто проходили пытки и казни, при которых папа обычно присутствовал лично.
В общем плане, с эпохи Ренессанса и до наших дней облик замка и его планировка существенно не изменились. В XVIII—XIX веках на фасадной стороне строения, прямо над балконом с мраморными колоннами, располагались часы, которые затем были убраны. Также на тыльной стороне замка до XVII века не было балкона с похожими на фасадные колоннами. С появлением широких автомобильных дорог планировка крепостных стен замка претерпела определённые[какие?] изменения.

## Планировка

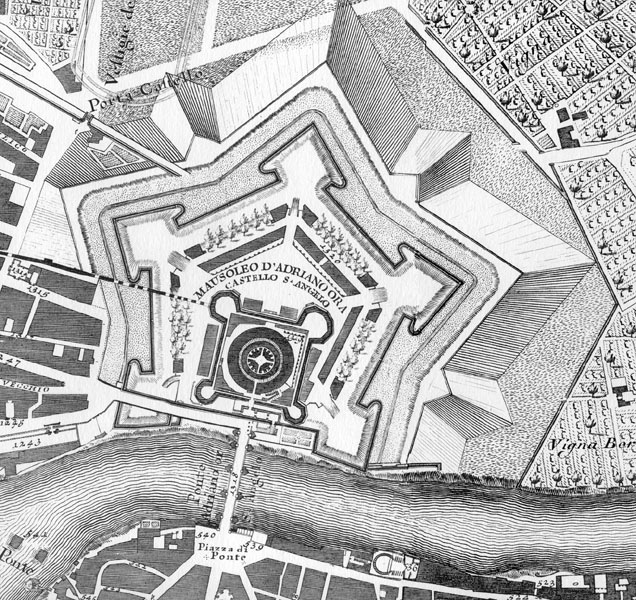
План Замка и ближайшей части города

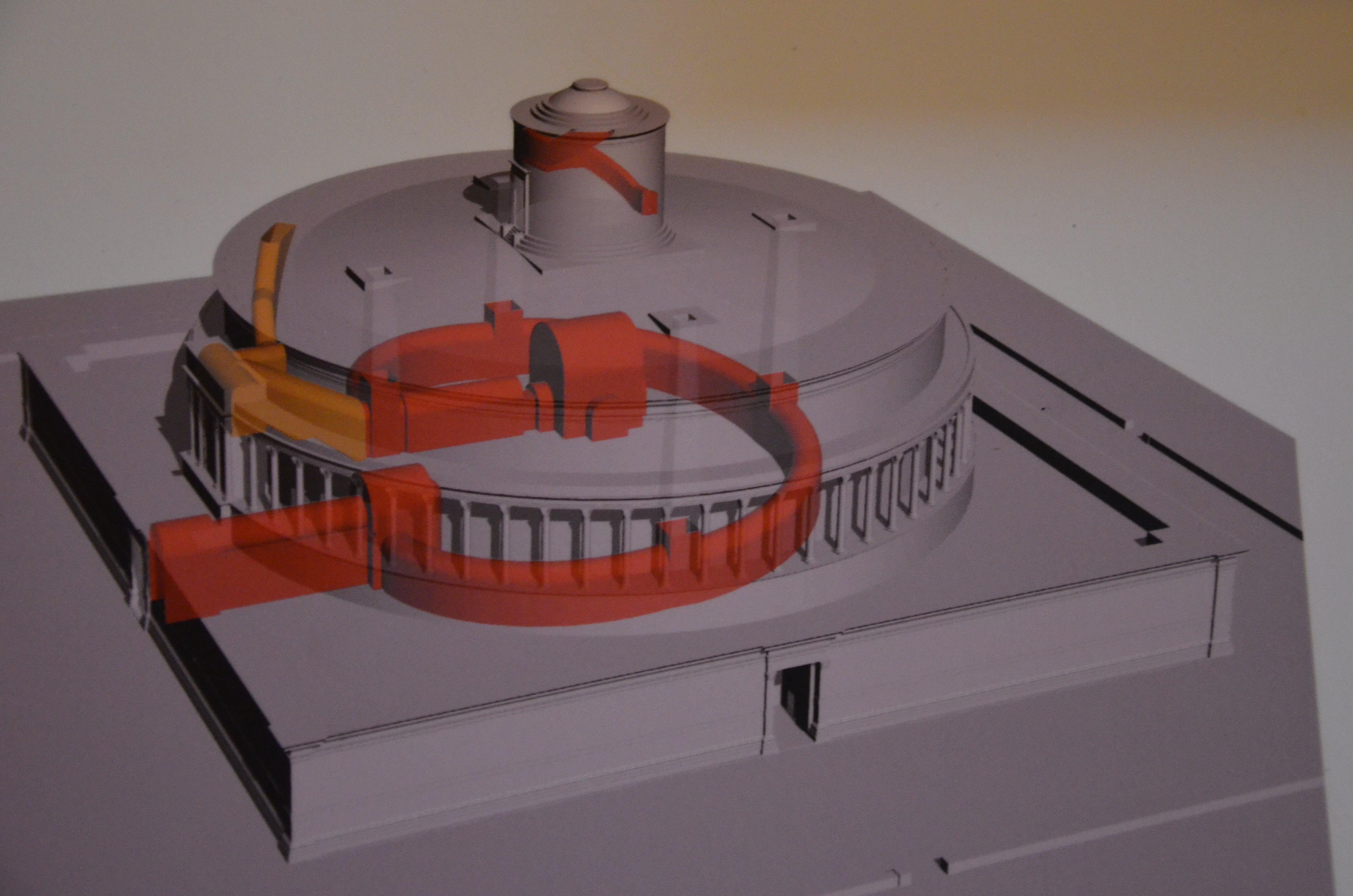
Модель

Естественно, что сооружение, существующее почти две тысячи лет, неоднократно перестраивалось и его помещения относятся к разным эпохам.
Спиралеобразная галерея, датируемая временем Адриана, вела к залу, где находились погребальные урны.

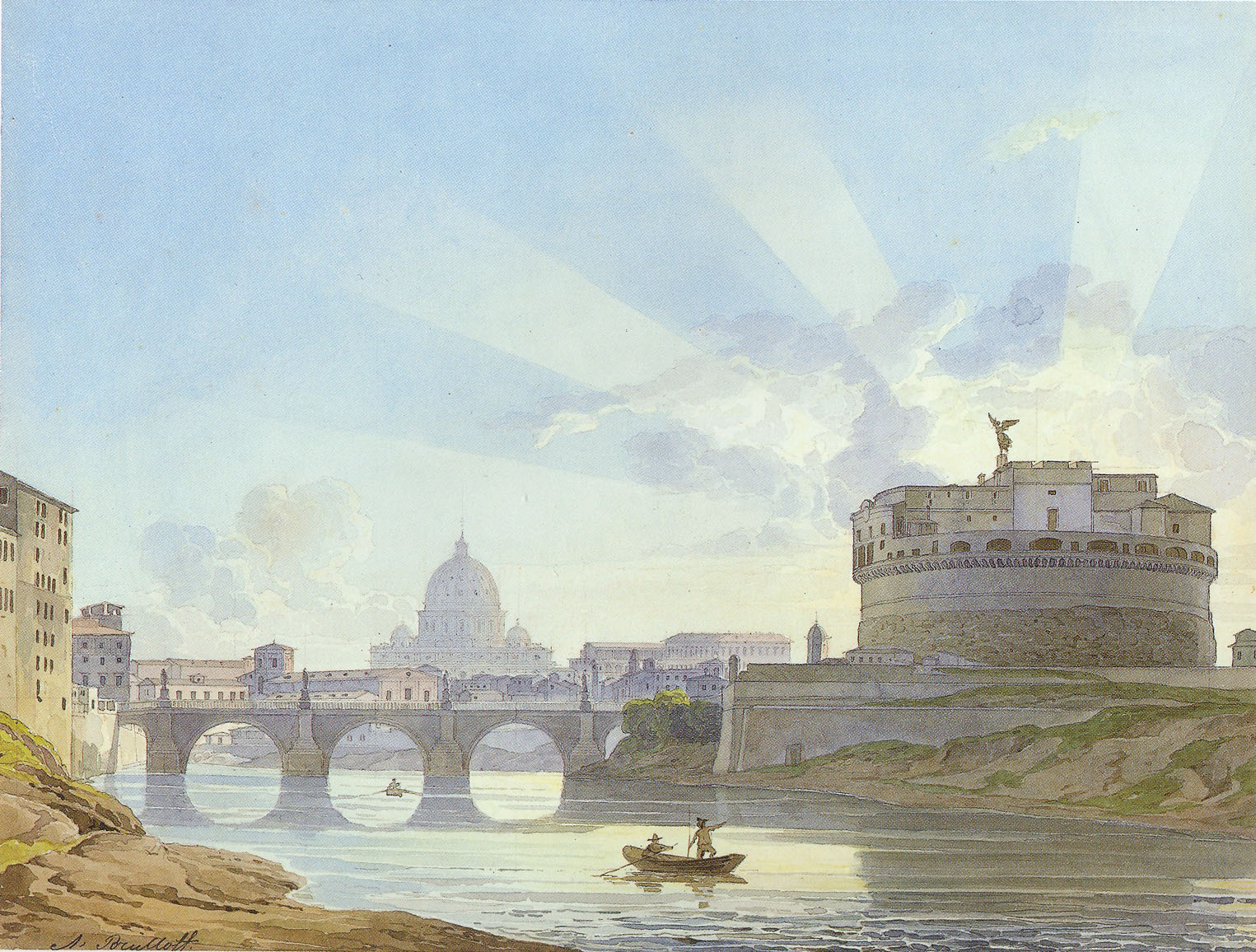
Мост и замок Святого Ангела на картине А. П. Брюллова, 1823—1826.

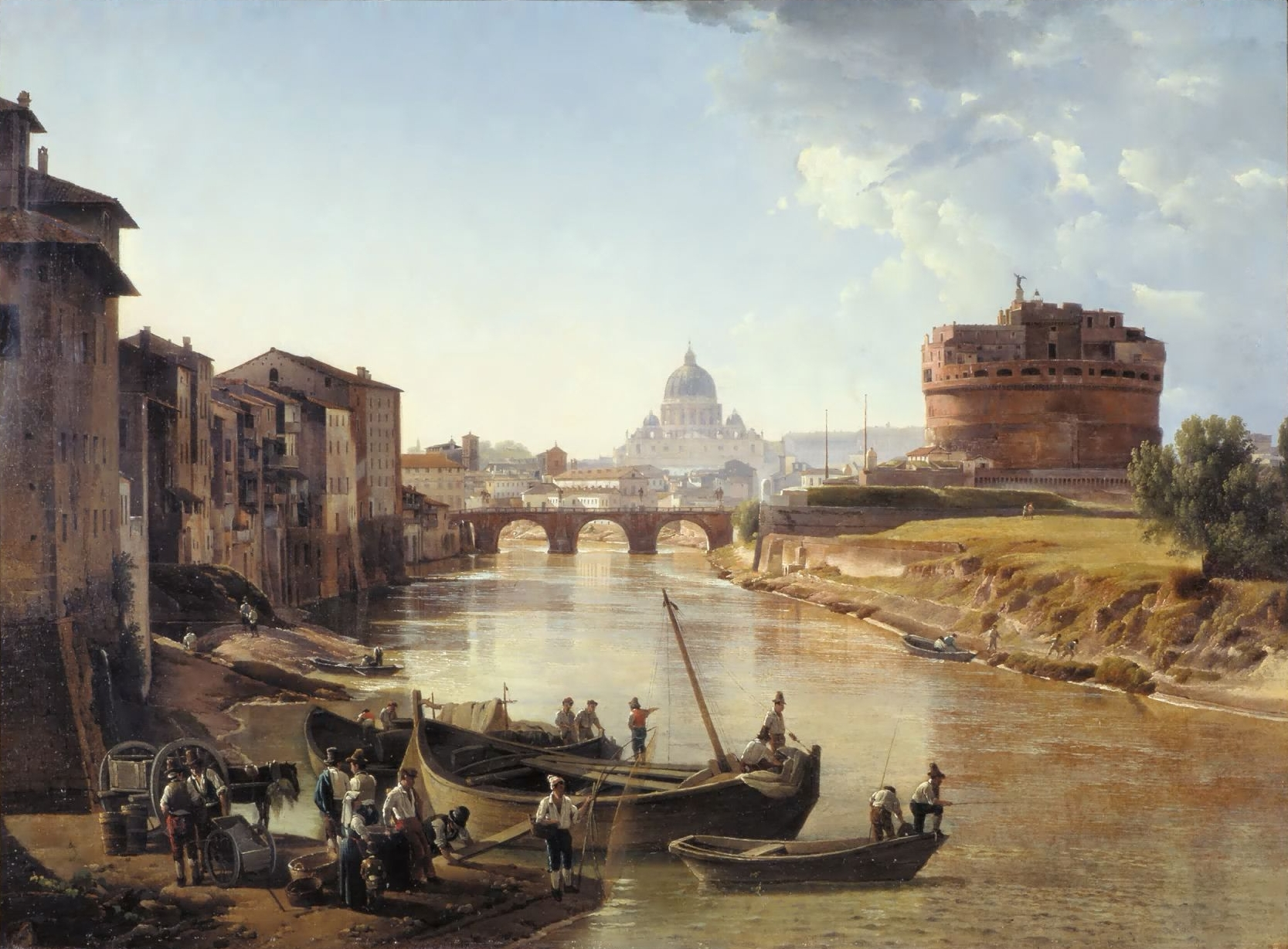
Мост и замок Святого Ангела на картине С. Ф. Щедрина, 1823—1825.

Дворик Ангела получил такое название, поскольку в нём поместили мраморную скульптуру XVI в., созданную скульптором Раффаэлло да Монтелупо, которая до XVIII столетия находилась на вершине замка. Позднее скульптура была заменена бронзовой, выполненной фламандским скульптором Питером Антоном фон Вершаффельтом в 1753 году. От дворика отходит анфилада средневековых залов, перестроенных в XVII веке.
В зале Правосудия (Sala della Giustizia) в XVI в. проходили заседания суда. В замке есть папские апартаменты, дворик Александра VI, зал Климента VII, залы Климента VIII, лоджия Павла III и лоджия Павла IV; к последней примыкают помещения, в которых располагалась тюрьма. Здесь есть библиотека, а также зал Сокровищ и Секретный архив. С террасы замка, над которой высится фигура Ангела, открывается великолепный вид на город.

## Папская резиденция
Ещё со времён папы Григория Великого (VI—VII век н. э.) замок Святого Ангела пребывал в статусе твердыни, неприступной крепости прямо в Ватикане. В такой крепости можно было в любой момент укрыться в случае нападения вражеских армий, что в Средневековье было явлением довольно частым. В конце XV века собор Святого Петра — сердце Ватикана — ещё строился, однако там уже проходили мессы. Рядом со строящимся храмом уже существовала Сикстинская капелла. Эти сооружения и замок Святого Ангела соединял длинный укреплённый коридор — пассетто, по которому понтифик в любое время мог безопасно попасть в замок.

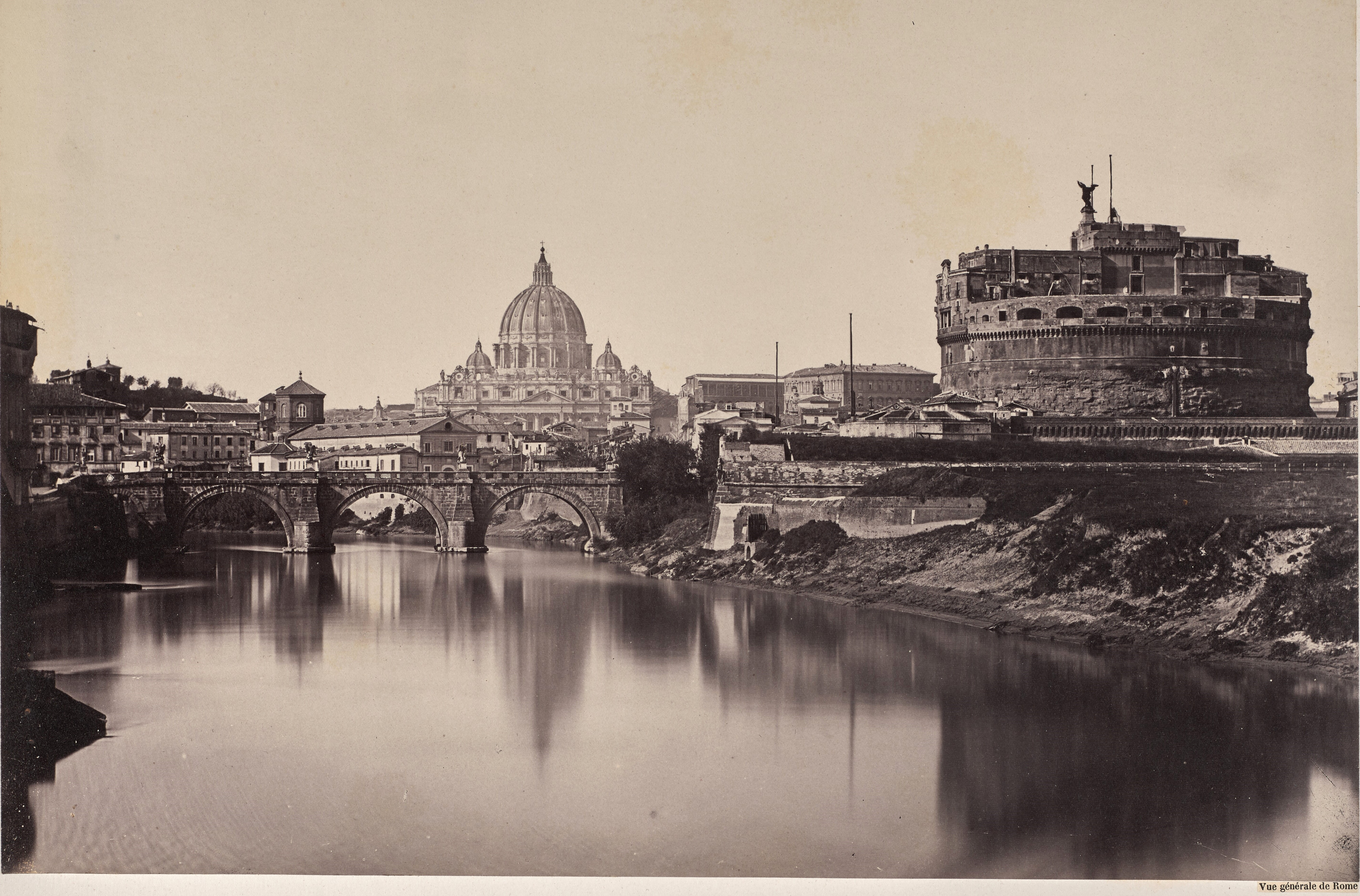
Вид в сторону замка Св.Ангела. 1850-е гг.

Именно по этой причине ряд римских пап выбрал Сант-Анджело в качестве своей официальной резиденции. Латеранский дворец оказался в запустении[когда?], а строительство Апостольского дворца началось только через 100 лет.
Самым известным хозяином замка Святого Ангела является, безусловно, 214-й папа римский Александр VI Борджиа. Он был инициатором многих восстановительных работ в замке. Уже к концу 1490-х годов Сант-Анджело приобрёл близкий к сегодняшнему вид.
Однако, не все преемники папы Борджиа пожелали жить в апартаментах, где происходило кровосмешение, отравления [кого?]и т. п. Уже Юлий II, пришедший к власти в 1503 году, отказался использовать замок в качестве резиденции. Вновь вернулись к Латеранскому дворцу.. Новая (летняя) резиденция на месте старого Латеранского дворца была построена по распоряжению папы Сикста V в 1586 году. А вскоре в 1589 началось строительство Апостольского (Ватиканского) дворца, который вот уже более четырёх столетий служит официальной резиденцией для Его Святейшества.
Замок Святого Ангела остаётся молчаливым свидетелем многовековой истории, а также напоминанием о том, как могуч был Святой Престол несколько столетий назад.

## Упоминания
Во Вселенной Гипериона замок Святого Ангела стал частью Нового Ватикана, перенесенного на планету Пасем. Во второй дилогии цикла «Песни Гипериона» Обновленная Имперская Церковь использовала его как резиденцию Святой Инквизиции, также здесь была замучена и приняла смерть Энея.
Также замок Святого Ангела упоминается в романе Александра Дюма «Асканио». Именно оттуда с помощью свитых в жгуты простыней сбежал скульптор Бенвенуто Челлини.
Замок Святого Ангела упоминается в книге Петера Берлинга «Дети Грааля» как оплот сторонников папы и резиденция «серого кардинала» (он же Райнер из Капочо).
Также замок Святого Ангела упоминается в романе Дэна Брауна «Ангелы и Демоны». Помимо этого замок Святого Ангела упоминается в романе Мигеля де Сервантеса Сааведры «Хитроумный идальго Дон Кихот Ламанчский».
Замок Святого Ангела упоминается в романе Дэна Симмонса «Лето ночи» (Summer of Night), опубликованного в 1991 году.
В опере Джакомо Пуччини «Тоска» действие третьего акта проходит на крыше замка.

## В массовой культуре
- Замок Святого Ангела появляется в компьютерной игре Assassin's Creed: Brotherhood, где игроку предоставляется возможность увидеть, каким замок был в начале XVI века, а также в ряде миссий побывать внутри великого памятника.
- У стен замка снималась одна из ключевых сцен фильма «Римские каникулы» с Одри Хепбёрн в главной роли.
- Замок Святого Ангела упоминается в песне «The Last Stand» одноименного альбома группы Sabaton о подвиге Швейцарских гвардейцев во время охраны папы Климента VII в 1527 году.
- Замок Святого Ангела упоминается в песне «Pasadena 1994» группы Nanowar of Steel, исполненной совместно с Йоакимом Броденом, вокалистом группы Sabaton. Песня посвящена финалу чемпионата мира по футболу 1994 года.
- Появлялся в фильме «Невероятные приключения итальянцев в России»